# Карлос Касели
Карлос Умберто Касели Гаридо (на испански: Carlos Humberto Caszely Garrido), роден на 5 юли 1950 г. в Сантяго, е бивш чилийски футболист от унгарски произход. Считан е за най-големия идол на феновете на Коло Коло и един от най-добрите чилийски нападатели. Касели е вторият най-резултатен футболист на Коло Коло след Франсиско Валдес. В световен мащаб добива известност като първият футболист в историята на световните първенства, получил червен картон, а също така и като отявлен критик на диктатора Пиночет.

## Клубна кариера
Касели дебютира в професионалния футбол при равенството 1:1 с Пенярол през 1967 г. По време на първия си престой в Коло Коло печели две шампионски титли на Чили и е част от легендарния състав, наречен Коло Коло '73, който като първи чилийски отбор достига финал за Копа Либертадорес през 1973. Касели става голмайстор на турнира с девет гола, но попадението му в допълнителния мач на неутрален терен срещу Индепендиенте (след две равенства) не е достатъчно и Коло Коло губи с 2:1 след продължения. През лятото на същата година Коло Коло организира турне в Испания, по време на което президентът на втородивизионния Леванте харесва Касели и отправя оферта за трансфер в размер на 8 милиона песети. Футболистът, който е активен поддръжник на Социалистическата партия и левия президент Салвадор Алиенде, приема предложението, за да избяга от политическото напрежение в Чили и очертаващата се смяна на режима. По думите му, „Страната бе потънала в тишина и страх. Влизахме в дълбок мрак. Знаех какво предстои. Опасявах се за приятелите и роднините ми. Бях наясно с опасността, която ги грози заради моите идеи.“
През първия си сезон за Леванте Касели отбелязва 15 гола в 24 мача, включително четири при гостуването на Райо Валекано, но те не се оказват достатъчни, за да бъде избегнато изпадането от Сегунда дивисион. През следващия сезон в трета дивизия чилиецът почти удвоява резултатността си – 26 гола в 32 мача, превръщайки се в най-резулнатния футболист във всички испански дивизии. Леванте остава на второ място, но губи баража за промоция във втора дивизия. За да закрепи финансовото положение, президентът на отбора се принуждава да продаде Касели на Еспаньол. Въпреки че той е мечтаният от ръководството на Еспаньол нападател в звездната селекция на тима по случай 75-годишнината му, дебютът му се забавя с шест месеца след осъществяването на трансфера (в първенството вече са изиграни 12 кръга) заради сравнително мудния процес за получаване на испански паспорт (квотата за чужденци в Еспаньол вече е запълнена). Шест от 13-те му гола до края на сезона са в шест поредни мача, с което изравнява рекорда (неподобрен и до днес) на Хулиан Аркас от 1952 г. (Аркас обаче има 9 гола в 6-те поредни мача). Очакванията към Касели за следващия сезон са големи, но счупване на фибулата го вади от терените за два месеца само няколко мача след началото на сезона. Преди да се завърне на терена в официален мач обаче получава нова контузия на същото място по време на тренировка. Въпреки дългото си отсъствие от терените, Касели не губи форма и в 17-те си мача във всичики турнири през този сезон отбелязва десет гола. През следващия сезон обаче нито Еспаньол, нито Касели са на ниво – отборът едва се спасява от изпадане, а Касели не е във форма и бързо губи титулярното си място след смяната на треньора, който по-късно гони от първия състав няколко играчи, сред които и чилиеца.
Касели се завръща в Коло Коло в средата на 1978 г., където отново намира себе си – след два гола в 17 мача за Еспаньол в рамките на миналия сезон, до края на годината отбелязва осем попадения в 16 мача. В следващите три сезона печели голмайсторския приз на шампионата със съответно 20, 26 и 20 гола, а до 1985 г., когато напуска отбора, головата му сметка за Коло Коло набъбва до 171 гола в 286 мача за първенство, с 10 по-малко от рекордьора по този показател Валдес. Към колекцията си добавя още три шампионски титли и три купи на Чили. През 1986 г. играе за кратко в еквадорския Барселона.

## Национален отбор
За националния отбор дебютира на 28 май 1969 г. в приятелски мач срещу Аржентина (1:1). Въпреки политическите си убеждения участва в т. нар. „мач фантом“ – мача реванш от баража за класиране на Световно първенство в Германия срещу СССР. СССР въобще не пътува до Чили, след като ФИФА не се съгласява той да се играе на неутрален терен, а не на националния стадион в Сантяго, използван от военната хунта за задържане и мъчение на опозиционери. Въпреки че насреща си няма противник, Чили отбелязва един гол, а след това срещата е прекратена. Касели нарича този мач „най-нелепият момент в цялата ми кариера. Театър на безумието.“ и добавя, че до самото начало на срещата той и съотборниците му не са вярвали в намесата на политиката във футбола, а са смятали, че фаворизираният съветски отбор се опитва да избегне унижително отпадане след наблагоприятния резултат в първия мач. Половин година по-късно, когато Пиночет изпраща чилийския отбор за Германия, Касели демонстративно отказва да му стисне ръката, един от първите публични актове на протест срещу диктатора. Пиночет обаче вече знае за политическите убеждения на Касели и му казва „Вие сте първият играч с леви убеждения, който играе на дясното крило.“ Пиночет не предприема мерки срещу самия футболист, но за сметка на това майка му е арестувана и подложена на мъчения. На самото световно първенство Касели получава червен картон за удар, с който си връща за ритниците на Берти Фогтс, а близката до режима преса в Чили започва да се подиграва с него, пишейки неща от рода на „Касели бе изгонен, защото не зачита човешките права.“ и го обвинява, че нарочно си е изкарал картон, за да пропусне следващия мач срещу ГДР („Не иска да играе срещу червените си братя.“). След първенството новият шеф на чилийския футбол забранява на националния треньор да използва Касели, но по-късно нападателят е реабилитиран и участва на Копа Америка през 1979 г., където Чили играе финал, а Касели печели приза за най-добър играч на турнира. Участва и на Световно първенство в Испания, където записва два мача.

## Успехи
Коло Коло
- Примера Дивисион:
  - Шампион (5): 1970, 1972, 1979, 1981, 1983
  - Вицешампион (2): 1973, 1982
- Копа Чиле:
  - Носител (3): 1981, 1982, 1985
  - Финалист (2): 1979, 1980
- Копа Либертадорес:
  - Финалист (1): 1973

 Еспаньол
- Купа на Краля:
  - Полуфинал (1): 1977

 Барселона
- Серия А:
  - Вицешампион (1): 1986

 Чили
- Копа Америка:
  - Финалист (1): 1979

Индивидуални отличия
- Голмайстор на Чили: 1979 (20 гола), 1980 (26), 1981 (20)
- Голмайстор на Копа Либертадорес: 1973 (9)
- Най-добър играч на Копа Америка: 1979